# ماركو أتيلا هور
ماركو أتيلا هور (بالإنجليزية: Marko Attila Hoare)‏ هو صحفي ومؤرخ بريطاني، ولد في 1972.

## وصلات خارجية
- ماركو أتيلا هور على موقع IMDb (الإنجليزية)